# Andreas Thejll
Jacob Andreas Carl Adolph Thejll (født 28. marts 1852 i Svendborg, død 3. juli 1908 i Hellerup) var en dansk arkitekt, titulær professor og bygningsinspektør i bl.a. Gentofte Kommune. Thejll var far til portrætmaleren Augusta Thejll Clemmensen.

## Karriere
Andreas Thejll blev født i Svendborg som søn af fuldmægtig, senere branddirektør og bygningsinspektør, justitsråd Vilhelm Christoffer Johannes Thejll og Laurette Petrea Tofte. Han var først tømrersvend, gik siden på C.V. Nielsens tegneskole, begyndte som studerende ved Kunstakademiets Arkitektskole i november 1869 og fik afgang fra arkitektskolen i marts 1883 efter at have gennemgået alle Akademiets klasser. Han var antagelig på rejse i Tyskland 1881 og opholdt sig i Italien 1896-97.
Fra 1887 drev Thejll egen tegnestue sammen med Viggo Klein. Han var bygningsinspektør i Brønshøj, Lyngby-Tårbæk, Hvidovre (med størstedelen af Valby) og Søllerød sogne indtil 1903, i Gentofte indtil 1906, i Valby, Københavns Kommune 1906-08. I 1905 blev han udnævnt til titulær professor.
16. november 1881 giftede Thejll sig i København med Betzy Steenberg, født 31. maj 1859 i Gudum, Skodborg Herred, datter af sognepræst Carl Junius Optatus Steenberg og Emma Octavia Janssen.
Andreas Thejll er begravet på Gentofte Kirkegård.

## Værker
- Kommuneskole i Vangede (1880, udvidet 1902)
- Ombygning af Maglegård, Strandvejen 225 (1891, nedrevet)
- Strandvejs-Gasværket, Strandvejen, Hellerup (1892-93, nedrevet i 1980'erne)
- Kronprins Frederik og Kronprinsesse Louises Børneasyl, Ordrup Jagtvej 32 (1894)
- Skovshoved Hotel, Strandvejen 267, Skovshoved (1895, sammen med Viggo Klein)[1]
- Laub og Saltos Pigeskole, Trunnevangen 4, Charlottenlund (1896)
- Bellevue Strandhotel, Strandvejen 338, Klampenborg (1897, nedrevet 1973)
- Kommuneskole med inspektørbolig, Rughavevej 6, Valby (1898)
- Kommuneskole, Grønnevænge 16, Charlottenlund (1900)
- Menighedshus, Charlottenlund (1900-01)
- Hvidovre Kommuneskole, Hvidovre (1902, senere Hvidovre Rådhus)[2]
- Gentofte-Ordrup Kommunes Rådhus, Rådhusvej/L.E. Bruuns Vej (1902-03, nedrevet)
- Gentofte Skole, nu Aurehøj Gymnasium, Skolevej, Gentofte (1904-06, udvidet 1919 og 1941-44)[3]
- Hellerup Skole, nu Copenhagen International School, Hellerupvej 26, Hellerup (1905, vinduer udskiftet)
- Vandtårnet på Ræveskovsvej, Gentofte (1905-07)
- Menighedshus ved Hellerup Kirke (1906)
- Skovshoved Skole, Korsgårdsvej 1, Skovshoved (1908)
- Maglegårdsskolen, Mantziusvej 21, Hellerup (1909, sammen med T.A. Thierry, udvidet 1912 af denne)